# William Stone (Politiker)
William Stone (* 26. Januar 1791 im Sevier County, Tennessee; † 18. Februar 1853 in Delphi, Tennessee) war ein US-amerikanischer Politiker. Zwischen 1837 und 1839 vertrat er den Bundesstaat Tennessee im US-Repräsentantenhaus.

## Werdegang
William Stone besuchte die öffentlichen Schulen seiner Heimat und bekleidete dort später verschiedene lokale Ämter. Er nahm als Hauptmann am Krieg gegen die Creek teil und diente während der Schlacht von New Orleans im Jahr 1815 unter General Andrew Jackson. Außerdem kämpfte er in der Schlacht bei Tippecanoe. Für seine Tapferkeit während dieser Schlacht wurde er vom Kongress mit einem Orden ausgezeichnet.
Mitte der 1830er Jahre wurde Stone Mitglied der damals neu gegründeten 
Whig Party. Bei den Wahlen des Jahres 1836 kandidierte er noch erfolglos für den Kongress. Nach dem Tod des Abgeordneten James Israel Standifer wurde er bei der fälligen Nachwahl für den vierten Sitz von Tennessee als dessen Nachfolger in das US-Repräsentantenhaus in Washington, D.C. gewählt. Dort trat er am 14. September 1837 sein neues Mandat an. Da er im Jahr 1838 dem Demokraten Julius W. Blackwell unterlag, konnte er bis zum 3. März 1839 nur die laufende Legislaturperiode beenden.
Nach seinem Ausscheiden aus dem US-Repräsentantenhaus ist William Stone politisch nicht mehr in Erscheinung getreten. Er starb am 18. Februar 1853 in Delphi, dem heutigen Davis, im Sequatchie County.